# Импулсно-кодова модулация
Импулсно-кодова модулация (ИКМ) (на английски: Pulse-code modulation (PCM)) е метод за цифрово представяне на семплирани аналогови сигнали, изобретен от Алек Рийвс през 1937 година. ИКМ е стандартизиран формат за цифров звук и се използва за заспиването и съхранението му в компютрите, блу-рей, DVD и компакт дисковете, както и за пренос на гласови данни. При този процес аналоговият сигнал бива семплиран (анализиран) на равни интервали от време и използвайки квантизация се отчита и записва неговата моментна стойност.
Качеството на цифровизирания звук зависи от два компонента: честота на дискретизация и разделителна способност измерена в битове. Честотата на дискретизация е броя пъти измервания на стойността в секунда, а разделителната способност определя колко бита големи може да са стойностите, които приема даден семпъл.

## Модулиране
Схемата вдясно представлява дискретизиране и квантоване на синусен сигнал (червената крива). Стойностите на вълната се отчитат на равни интервали, отбелязани на оста х. За всеки един интервал се избира дадена стойност (оста у), използвайки даден алгоритъм. По този начин се създава дискретно представяне на входящия сигнал (защрихованата част), което лесно може да бъдат кодирано като цифрови данни за съхранение или манипулиране. За вълната вдясно може да отчетем следните квантовани стойности: 7, 9, 11, 12, 13, 14, 14, 15, 15, 15, 14 и т.н. Бинарно кодирани тези стойности изглеждат така: 0111 (23×0+22×1+21×1+20×1=0+4+2+1=7), 1001, 1011, 1100, 1101, 1110, 1110, 1111, 1111, 1111, 1110 и т.н. Един път цифровизирани, тези стойности могат да бъдат обработени от DSP или специализиран софтуер.
Най-често цифровизирането на звука става чрез аналогово-цифров преобразувател.